# John C. Reilly

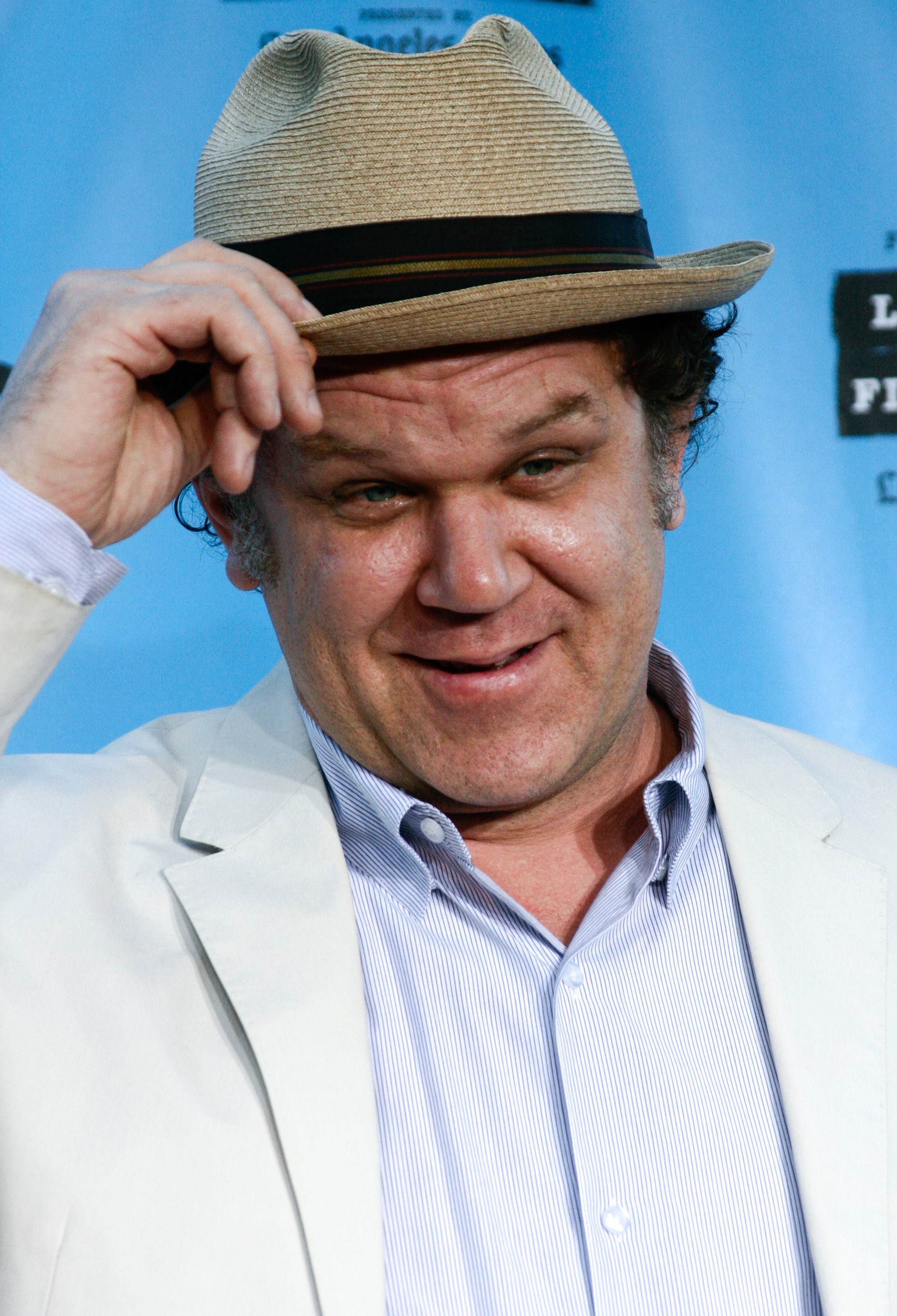
John C. Reilly (2009)

John Christopher Reilly (* 24. Mai 1965 in Chicago, Illinois) ist ein US-amerikanischer Schauspieler.

## Leben
Reilly studierte an der DePaul University. Sein Debüt gab er im Kriegsfilm Die Verdammten des Krieges (1989) von Brian De Palma. Anschließend erlangte er immer größer werdende Bekanntheit durch Nebenrollen in Tage des Donners, Gilbert Grape – Irgendwo in Iowa und Am wilden Fluß. Reilly arbeitete mehrmals mit Regisseur Paul Thomas Anderson zusammen: im Thriller Last Exit Reno und den Dramen Boogie Nights und Magnolia.  Für den Regisseur Martin Scorsese spielte er sowohl in Gangs of New York als auch in Aviator. Reilly stand immer wieder für renommierte Filmemacher vor der Kamera, so waren 2003 gleich drei seiner Filme als Bester Film für den Oscar nominiert. Für Chicago, der als Bester Film ausgezeichnet wurde, war Reilly in den Nebendarsteller-Kategorien für den Oscar und den Golden Globe Award nominiert.
Im Jahr 2007 spielte er in der Komödie Walk Hard: Die Dewey Cox Story und wurde dafür für die Grammy Awards und den Golden Globe Award für den Song Walk Hard nominiert. Reilly spielte zusammen mit Will Ferrell in den Komödien Ricky Bobby – König der Rennfahrer und Stiefbrüder. Er sprach die Titelfigur im kommerziell erfolgreichen Animationsfilm Ralph reicht’s und dessen Fortsetzung und spielte im Superhelden-Film Guardians of the Galaxy als auch in Kong: Skull Island. Zwischen 2010 und 2016 spielte Reilly den Titelcharakter in der Fernsehserie Check It Out! with Dr. Steve Brule, der der Serie Tim and Eric Awesome Show, Great Job! entstammt. Unter Regie von Roman Polanski war er 2011 in einer der vier Hauptrollen der satirischen Komödie Der Gott des Gemetzels zu sehen. 2018 verkörperte Reilly den Komiker Oliver Hardy in der Filmbiografie Stan & Ollie, was ihm den Hauptdarsteller-Preis der Boston Society of Film Critics einbrachte. Reilly gilt als Mitglied des erweiterten Frat Pack.
Die deutsche Synchronstimme von Reilly war 1994 in Am wilden Fluss und von 1999 bis 2022 meistens Detlef Bierstedt. 
Reilly ist seit 1992 mit der Filmproduzentin Alison Dickey verheiratet, sie haben zwei Söhne.

## Filmografie (Auswahl)
- 1989: Die Verdammten des Krieges (Casualties of War)
- 1989: Wir sind keine Engel (We’re No Angels)
- 1990: Tage des Donners (Days of Thunder)
- 1990: Im Vorhof der Hölle (State of Grace)
- 1991: Schatten und Nebel (Shadows and Fog)
- 1992: Ein Yuppie steht im Wald (Out on a Limb)
- 1992: Jimmy Hoffa (Hoffa)
- 1993: Gilbert Grape – Irgendwo in Iowa (What’s Eating Gilbert Grape)
- 1994: Am wilden Fluß (The River Wild)
- 1995: Dolores (Dolores Claiborne)
- 1995: Georgia
- 1996: Last Exit Reno (Sydney)
- 1996: Run Off (Boys)
- 1997: Freeze – Alptraum Nachtwache (Nightwatch)
- 1997: Boogie Nights
- 1998: Der schmale Grat (The Thin Red Line)
- 1998: Chicago Cab
- 1999: Ungeküsst (Never Been Kissed)
- 1999: Aus Liebe zum Spiel (For Love of the Game)
- 1999: Magnolia
- 2000: Der Sturm (The Perfect Storm)
- 2002: The Good Girl
- 2002: Gangs of New York
- 2002: Chicago
- 2002: The Hours – Von Ewigkeit zu Ewigkeit (The Hours)
- 2003: Die Wutprobe (Anger Management)
- 2004: Criminal – Gauner unter sich (Criminal)
- 2004: Aviator (The Aviator)
- 2005: Dark Water – Dunkle Wasser (Dark Water)
- 2006: Kings of Rock – Tenacious D (Tenacious D in The Pick of Destiny)
- 2006: Robert Altman’s Last Radio Show (A Prairie Home Companion)
- 2006: Ricky Bobby – König der Rennfahrer (Talladega Nights: The Ballad of Ricky Bobby)
- 2007: Year of the Dog
- 2007: Walk Hard: Die Dewey Cox Story (Walk Hard: The Dewey Cox Story)
- 2008: Stiefbrüder (Step Brothers)
- 2009: Topjob – Showdown im Supermarkt (The Promotion)
- 2009: Mitternachtszirkus – Willkommen in der Welt der Vampire (Cirque du Freak: The Vampire’s Assistant)
- 2009: #9 (9, Stimme)
- 2010: Cyrus
- 2010: Der letzte Gentleman (The Extra Man)
- 2011: Willkommen in Cedar Rapids (Cedar Rapids)
- 2011: Der Gott des Gemetzels (Carnage)
- 2011: Terri
- 2011: We Need to Talk About Kevin
- 2012: Der Diktator (The Dictator)
- 2012: Ralph reichts (Wreck-It Ralph, Stimme)
- 2013: Anchorman – Die Legende kehrt zurück (Anchorman 2: The Legend Continues)
- 2014: Guardians of the Galaxy
- 2015: The Lobster
- 2015: Das Märchen der Märchen (Il racconto dei racconti)
- 2016: Sing (Stimme)
- 2017: The Little Hours
- 2017: Kong: Skull Island
- 2018: The Sisters Brothers
- 2018: Stan & Ollie
- 2018: Holmes & Watson
- 2018: Chaos im Netz (Ralph Breaks the Internet, Stimme)
- 2020: Moonbase 8 (Fernsehserie)
- 2021: Licorice Pizza
- 2022: Stars at Noon
- 2025: Testa o croce?